# 30000
30000 (ba mươi nghìn, ba mươi ngàn, hay ba vạn) là một số tự nhiên ngay sau 29999 và ngay trước 30001.